# Vim
Vim (Vi IMproved) este un editor de text cu sursă deschisă multiplatformă derivat din vi. A fost dezvoltat inițial de Bram Moolenaar în 1991. De atunci i-au fost adăugate numeroase caracteristici utile mai ales în programare și editarea codului sursă. Vim și vi sunt folosite îndeosebi de utilizatorii sistemelor de operare din familia UNIX, în 2003 s-au clasat pe loc 3 în opțiunea utilizatorilor care au luat parte la un sondaj .
Vim la fel ca și predecesorul său vi, se deosebește de alte editoare prin funcționalitatea sa modală. Cele 6 moduri fac programul să se comporte diferit în funcție de modul de editare în care se află în momentul respectiv.

## Descriere
Vim rulează în mod text în terminal, precum editorul de text Vi. Este utilizat exclusiv prin intermediul tastaturii, din acest motiv prima versiune este disponibilă încă din anii '70, într-o perioadă în care nu se lucra local ci direct pe server, iar conexiunea era destul de lentă. Datorită acestei perioade i se datorează și funcționalitatea modală.
Chiar dacă i s-au adăugat diverse funcții, vim (chiar și varianta cu interfață grafică numită gvim) este 100 % compatibil cu vi. Pentru începători varianta cu interfață grafică gvim permite utilizarea mausului; totodata a fost creată și o variantă specială pentru începători eVim.
Vim este utilizabil sub nenumărate sisteme de operare, cel mai prezent este în sistemele de operare Linux fiind prezent în toate distribuțiile Linux. În linux, vim este lansat în execuție în terminal cu ajutorul comenzii vim. Verificarea versiunii se realizează prin comanda :version în Modul Normal.

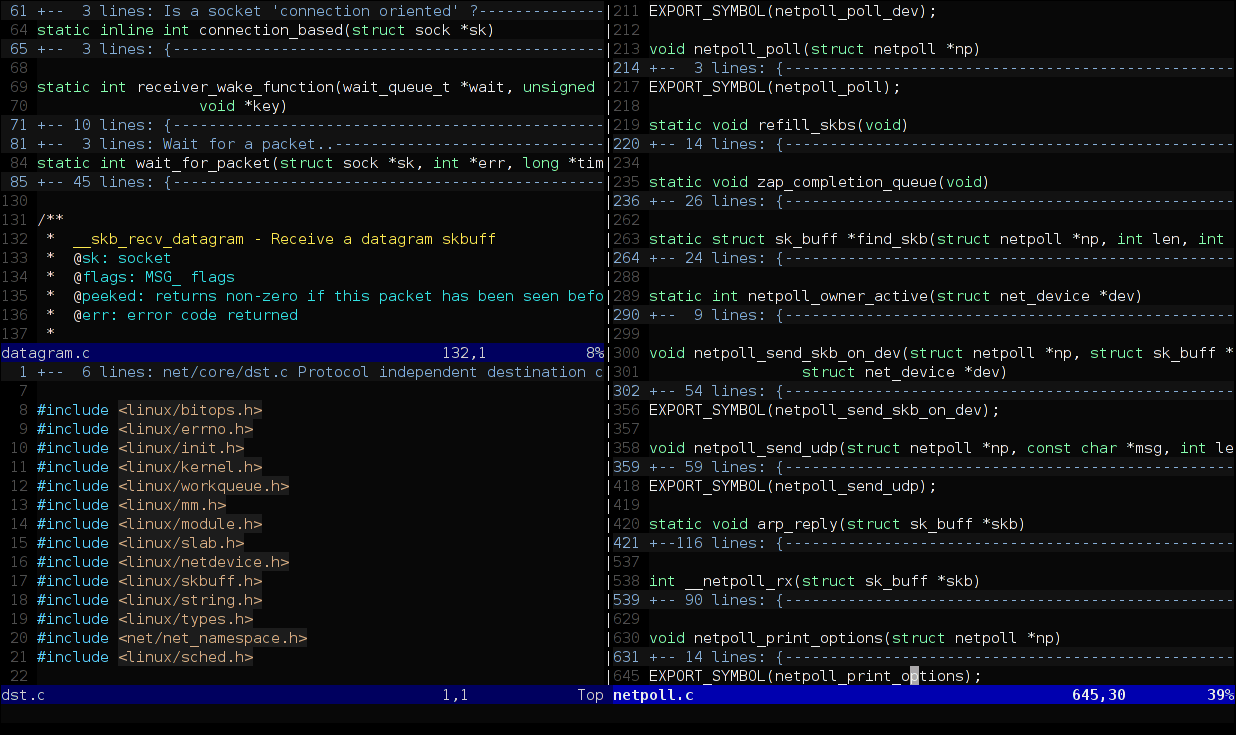
Image 1: Vim într-o consolă : colorare sintactică, reproducere și numerotare a liniilor